# Nödinge (przystanek kolejowy)
Nödinge (szwedzki: Nödinge station) – przystanek kolejowy w Nödinge, w Gminie Ale, w regionie Västra Götaland, w Szwecji. Znajduje się na Vänerbanan, tuż przy autostradzie E45. Został otwarty 9 grudnia 2012 i jest obsługiwany przez pociągi podmiejskie Göteborgs pendeltåg między Göteborgiem i Älvängen.

## Linie kolejowe
- Vänerbanan